# Czerwona Woda pod Babilonem
Czerwona Woda pod Babilonem (PLH220056) – mająca znaczenie dla Wspólnoty ostoja o powierzchni 821,1 ha, położona w województwie pomorskim na terenie powiatów chojnickiego i człuchowskiego, włączona do sieci Natura 2000 jako projektowany specjalny obszar ochrony siedlisk.

## Opis obszaru
Ostoja Czerwona Woda pod Babilonem stanowi kompleks siedlisk przyrodniczych typowy dla rynien jeziornych oligotroficznego krajobrazu sandrowego, stanowiący skupienie cennych ekosystemów wodnych i bagiennych Borów Tucholskich.
Zachodnia część ostoi obejmuje dwie złączone rynny polodowcowe: północną, wypełnioną torfami, na których wykształciły się bory i brzeziny bagienne, w części pokrytą przez łąki, oraz południową, zajętą przez ciąg jezior lobeliowych, między innymi Jezioro Kryształowe z populacją elismy wodnej. W przedłużeniach obu rynien znajdują się jeziora: Sporackie, Bardze Małe i Bardze Duże. Wschodnia część ostoi obejmuje dolinę Czerwonej Strugi, nad którą wykształciły się płaty łęgów. 
Obszar ten jest zagrożony m.in. przez nadmierną presję turystyczną na jeziora i prowadzoną gospodarkę rybacką.
Nazwa ostoi pochodzi od nazwy pobliskiej osady Babilon.

## Siedliska
Ostoja Czerwona Woda pod Babilonem w 70% pokryta jest lasami iglastymi, 24% łąkami i pastwiskami oraz w 6% zbiornikami wodnymi. 
Na terenie ostoi stwierdzono występowanie 9 siedlisk przyrodniczych:
- twardowodne oligotroficzne i mezotroficzne zbiorniki wodne z podwodnymi łąkami ramienicowymi (jeziora ramienicowe) – 17,7% powierzchni obszaru,
- bory i lasy bagienne (brzezina bagienna, Vaccinio uliginosi-Pinetum, Pino mugo-Sphagnetum i brzozowo-sosnowe bagienne lasy borealne (nawiązujące do tajgi) – 11,43%,
- starorzecza i naturalne eutroficzne zbiorniki wodne ze zbiorowiskami z Nympheion i Potamion – 10,7%,
- jeziora lobeliowe – 3,9%,
- lasy łęgowe wierzbowe, topolowe, olszowe i jesionowe (Salicetum albo-fragilis, Populetum albae, Alnenion glutinoso-incanae, olsy źródliskowe) – 3,84%,
- nizinne i podgórskie rzeki ze zbiorowiskami włosieniczników Ranunculion fluitantis – 0,78%,
- torfowiska wysokie z roślinnością torfotwórczą (żywe) – 0,19%,
- torfowiska przejściowe i trzęsawiska (przeważnie z roślinnością z klasy Scheuchzerio-Caricetea) – 0,1%,
- naturalne dystroficzne zbiorniki wodne – 0,08%.

## Chronione gatunki zwierząt i roślin

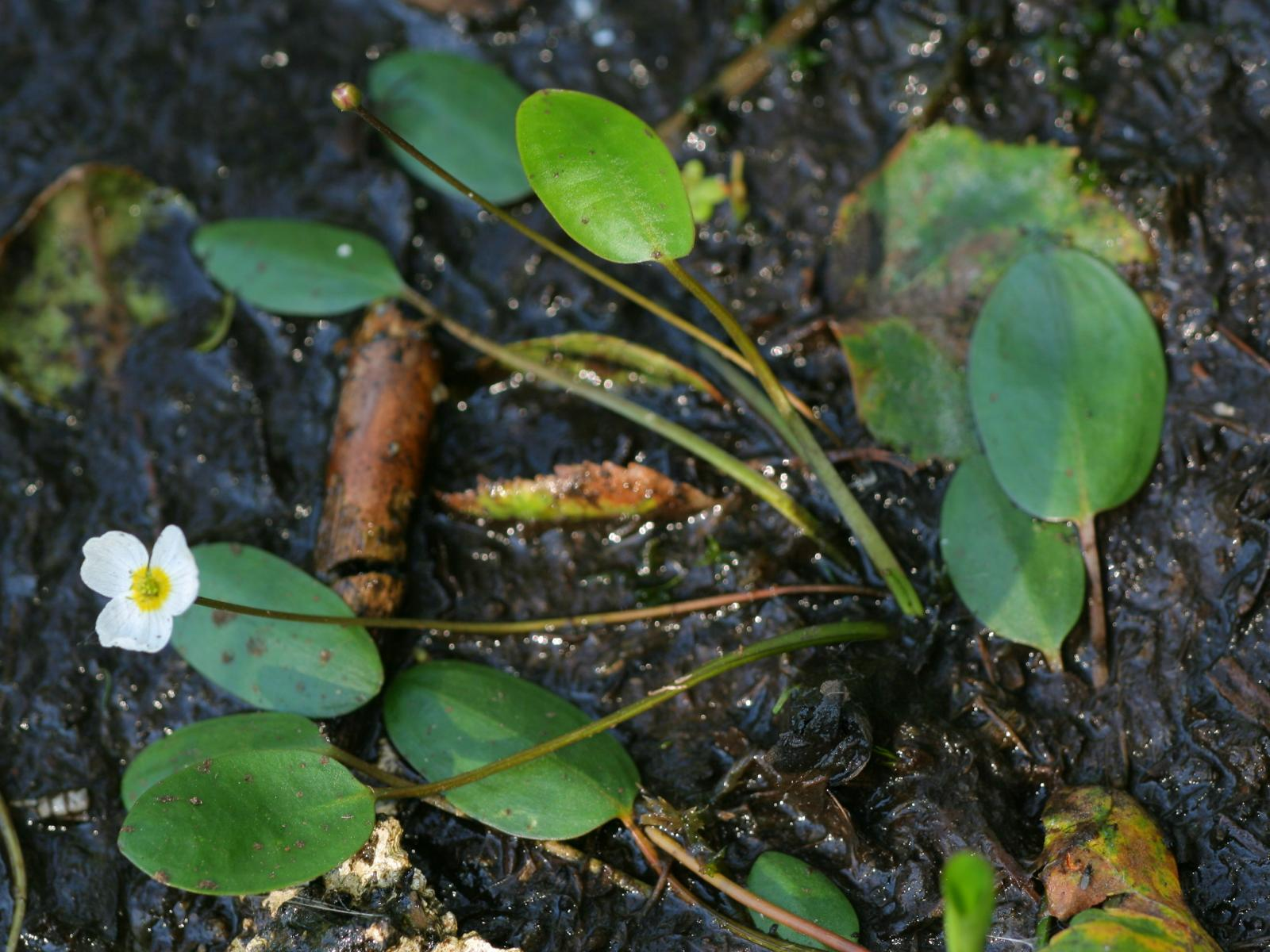
elisma wodna

Na terenie ostoi występują objęte ochroną gatunkową (na mocy dyrektywy siedliskowej lub prawa polskiego):
- zwierzęta:
  - bóbr europejski
  - wydra europejska
  - zalotka większa
- rośliny:
  - elisma wodna
  - dziewięćsił bezłodygowy
  - poryblin jeziorny
  - lobelia jeziorna

## Inne formy obszarowej ochrony przyrody
Na terenie obszaru dodatkowej ochronie podlegają rezerwat przyrody Jezioro Bardze Małe i rezerwat przyrody Jezioro Sporackie. Wschodnia część ostoi (ok. 140 ha) znajduje się w granicach Zaborskiego Parku Krajobrazowego i zarazem w granicach obszaru specjalnej ochrony ptaków Wielki Sandr Brdy. W części NE obszaru, wzdłuż Czerwonej Strugi, znajduje się 8 użytków ekologicznych (pozycje w rejestrze wojewody i ew. nazwa: nr 76, nr 77, nr 81, nr 82, nr 83, nr 304 Czerwona Struga I, nr 305 Czerwona Struga II, nr 309 Czerwona Struga VI). Pozostała część ostoi chroniona jest jedynie na mocy ochrony obszaru Natura 2000.

## Pobliskie obszary sieci Natura 2000
W odległości kilku kilometrów od obszaru znajdują się następujące obszary o znaczeniu wspólnotowym (projektowane specjalne obszary ochrony siedlisk): Dolina Brdy i Chociny (PLH220058), Duży Okoń (PLH220059), Las Wolność (PLH220060), Sandr Brdy (PLH220026). Czerwona Woda pod Babilonem nie graniczy bezpośrednio z żadnym z nich.